# Unión Vesper
El Unión Vesper es un equipo de fútbol de Guinea Ecuatorial que juega en la Primera División de Guinea Ecuatorial, la máxima categoría de fútbol en el país.

## Historia
Fue fundado en 1975 en la ciudad de Bata, en la zona continental del país. Entre sus logros, destaca el haber ganado la Copa Ecuatoguineana en dos ocasiones.
A nivel internacional, ha participado en dos torneos continentales, en los que nunca ha superado la primera ronda.
En la temporada 2023-2024, el club fue promovido a la primera división, tras quedar primero en la segunda división de la región continental.

## Estadio
Juega sus partidos en el estadio La Libertad de Bata, ubicados en la ciudad de mismo nombre.

## Palmarés
- Copa Ecuatoguineana: 2

1989, 1998

## Participación en competiciones de la CAF
| Temporada | Torneo                   | Ronda      | Club                  | Casa | Visita | Global |
| --------- | ------------------------ | ---------- | --------------------- | ---- | ------ | ------ |
| 1989      | African Cup Winners’ Cup | 1          | Patronage Sainte-Anne | 0-1  | 0-2    | 0-3    |
| 1998      | African Cup Winners’ Cup | Preliminar | ASDR Fatima           | 2-3  | 0-6    | 2-9    |